# حروب الحدود الأسترالية
حروب الحدود الأسترالية هو مصطلح أطلقه بعض المؤرخين على الصراعات العنيفة بين سكان أستراليا الأصليين والمستوطنين البيض أثناء الاستعمار البريطاني لأستراليا. وقع القتال الأول بعد عدة أشهر من رُسُّو الأسطول الأول في يناير 1788، وحدثت آخر الاشتباكات في مطلع القرن العشرين، في أواخر عام 1934. قُتل ما لا يقل عن 40,000 أسترالي من السكان الأصليين وما بين 2000 و2500 مستوطن في الحروب. ولكن، يشير بحث دراسي أخير عن الحروب الحدودية -ما يُعرف الآن بولاية كوينزلاند- إلى أن وفيات السكان الأصليين كانت على الأرجح أكبر بكثير. في الحقيقة، رغم وقوع معارك ومذابح في عدد من المواقع في أنحاء أستراليا، فقد كانت دموية في كوينزلاند بالتحديد، بسبب عدد السكان الأصليين الكبير نسبيًا قبل الاتصال بالعالم الخارجي.

## الخلفية والسكان
قامت بعثة بريطانية عام 1770 بقيادة الملازم جيمس كوك آنذاك بأول رحلة للأوروبيين على طول الساحل الشرقي الأسترالي. في 29 أبريل أطلق كوك وفرقة إرساء صغيرة النار على مجموعة من أهالي داراول الذين سعوا لمنع البريطانيين من الرسو عند سفح مخيمهم في خليج بوتاني، الذي وصفه كوك بأنه «قرية صغيرة». قام رجلان من داروال بحركات تهديد وألقيا حجارًا للتأكيد على أن البريطانيين غير مرحب بهم للرسو في هذا المكان. ثم أمر كوك «باستخدام المسكيت (بندقية قديمة) لإطلاق النار بطلقات صغيرة» وأصيب أكبر الاثنين في ساقه. فركض الرجلين إلى أكواخهما وأخذا رماحهما ودروعهما. ثم ألقوا الرمح باتجاه الفرقة البريطانية، ولكنه «لم يصب أحداً لحسن الحظ». دفع هذا كوك للأمر «بالمسكيت الثالثة» بإطلاق النار، لذلك ألقيا رماحهما وهرب الاثنان على الفور. لم يتصل كوك مع داروال أكثر من هذا. 
لم يلاحظ كوك في رحلته على الساحل الشرقي لأستراليا أي علامات على الزراعة أو علامات تنمية أخرى من سكانها. يزعم بعض المؤرخين أنه بموجب القانون الأوروبي السائد كانت هذه الأرض تُعتبر أرضًا مباحة أو لا يملكها أحد أو أرض «خالية من السكان» (كما حددها إميري دي فاتل). كتب كوك أنه استولى رسمياً على الساحل الشرقي لهولندا الجديدة في 22 أغسطس 1770 عندما كان في جزيرة بوزيشن قبالة الساحل الغربي لشبه جزيرة كيب يورك.
قررت الحكومة البريطانية إنشاء مستعمرة للسجون في أستراليا في عام 1786. وبموجب المبدأ القانوني الأوروبي للأرض المباحة، لم يُعترف بحقوق الملكية للسكان الأصليين الأستراليين، وأمكن الحصول على الأرض من خلال «الاحتلال الأصلي» بدلاً من الغزو أو الموافقة. وقد وجّه حاكم المستعمرة، الكابتن آرثر فيليب، إلى «العيش في صداقة وعطف» مع الأستراليين وسعى لتجنب الصراع.
أُسست مستوطنة أستراليا البريطانية مع الأسطول الأول في منتصف يناير 1788 في الجنوب الشرقي فيما يُعرف الآن بولاية نيو ساوث ويلز الفدرالية. ثم استمرت هذه العملية إلى تسمانيا وفيكتوريا منذ عام 1803 فصاعدًا. ومنذ ذلك الحين، ظلت الكثافة السكانية للسكان غير الأصليين أعلى في هذه المنطقة من القارة الأسترالية.
لكن الصراع مع السكان الأصليين لم يكن شديدًا ودمويًا أبدًا في المستعمرات الجنوبية الشرقية كما كان في كوينزلاند وشمال شرق القارة. فقد قُتِل عدد أكبر من المستوطنين، فضلاً عن الأستراليين الأصليين، على حدود كوينزلاند أكثر من أي مستعمرة أسترالية أخرى. السبب بسيط، وينعكس في جميع الأدلة والمصادر التي تتناول هذا الموضوع: كان هناك الكثير من السكان الأصليين في ولاية كوينزلاند. كانت مقاطعة كوينزلاند القسم الأكثر اكتظاظًا بالسكان الأصليين في أستراليا قبل الاتصال، ولا ينعكس ذلك في جميع تقديرات السكان قبل الاتصال فحسب، بل أيضًا في رسم خرائط أستراليا قبل الاتصال.
يستند توزيع السكان الأصليين المبين أدناه إلى مصدرين مستقلين، الأول على تقديرين سكانيين قدمهما علماء الأنثروبولوجيا ومؤرخ اجتماعي في عام 1930 و1988، والثاني على أساس توزيع الأراضي القبلية المعروفة.
توزيع السكان الأصليين قبل الاتصال عند فرضهم على الولايات والأقاليم الأسترالية الحالية.
| الولاية/ الإقليم  | نسبة السكان في تقديرات 1930 | نسبة السكان في تقديرات 1988 | توزيع الأراضي القبلية |
| كوينزلاند         | 38.2%                       | 37.9%                       | 34.2%                 |
| أستراليا الغربية  | 19.7%                       | 20.2%                       | 22.1%                 |
| نيوساوث ويلز      | 15.3%                       | 18.9%                       | 10.3%                 |
| الإقليم الشمالي   | 15.9%                       | 12.6%                       | 17.2%                 |
| فيكتوريا          | 4.8%                        | 5.7%                        | 5.7%                  |
| أستراليا الجنوبية | 4.8%                        | 4.0%                        | 8.6%                  |
| تاسمانيا          | 1.4%                        | 0.6%                        | 2.0%                  |

تشير جميع الأدلة إلى أن إقليم كوينزلاند كان ذا كثافة سكانية أصلية قبل الاتصال بأكثر من ضعف كثافة سكان نيو ساوث ويلز، أي ستة أضعاف كثافة فيكتوريا على الأقل، وعشرين ضعف كثافة سكان تسمانيا على الأقل. وبالمثل، هناك دلائل على أن الكثافة السكانية للسكان الأصليين في أستراليا كانت أعلى نسبيًا في الأجزاء الشمالية الشرقية من نيو ساوث ويلز، وعلى طول الساحل الشمالي من خليج كاربنتاريا وغربًا بما في ذلك بعض قطاعات الإقليم الشمالي وأستراليا الغربية.
| الولاية/ الإقليم  | تعداد السكان بالأرقام | تعداد السكان بالنسبة المئوية |
| كوينزلاند         | 300,000               | 37.9%                        |
| أستراليا الغربية  | 150,000               | 20.2%                        |
| نيوساوث ويلز      | 160,000               | 18.9%                        |
| الإقليم الشمالي   | 100,000               | 12.6%                        |
| فيكتوريا          | 45,000                | 5.7%                         |
| أستراليا الجنوبية | 32,000                | 4.0%                         |
| تاسمانيا          | 5,000                 | 0.6%                         |
| المجموع التقديري  | 795,000               | 100%                         |

### تأثير الأمراض
كان للأمراض والعقم وفقدان أراضي الصيد والمجاعة آثار كبيرة على السكان الأصليين. هناك مؤشرات على تأثير أوبئة الجدري الشديد على بعض قبائل السكان الأصليين، وعلى انخفاض عدد السكان في أجزاء كبيرة من مناطق فيكتوريا ونيو ساوث ويلز وكوينزلاند حتى 50% أو أكثر، حتى قبل انتقال المستوطنين وحيواناتهم من سيدني إلى الداخل. كان لأمراض أخرى غير معروفة بين السكان الأصليين -مثل نزلات البرد والحصبة والأمراض التناسلية والسل- تأثير أيضًا، لأنها قللت أعدادهم وتماسكهم القبلي بشكل كبير، ما حد من قدرتهم على التكيف أو مقاومة الغزو وانتزاع الملكية.

## حرب السكان الأصليين التقليدية
وفقًا للمؤرخ جون كونور، ينبغي دراسة حرب الشعوب الأصلية التقليدية بشروطها وليس بتعريفات الحرب المستمدة من المجتمعات الأخرى. لم يكن لدى السكان الأصليين أفكار متميزة عن الحرب والسلام، وكانت الحرب التقليدية شائعة، وتحدث بين المجموعات بشكل مستمر، مع استمرار المنافسات الكبيرة على مدى فترات زمنية طويلة.
نشأت أهداف وأساليب حروب السكان الأصليين التقليدية من مجموعاتهم الاجتماعية الصغيرة المستقلة. فقتال العدو من أجل غزو الأراضي لم يكن يتعدى على موارد هذه التجمعات من السكان الأصليين فحسب، بل ويتعارض مع ثقافة تقوم على صلات روحية بإقليم معين. وبالتالي قد يكون غزو أراضي مجموعة أخرى ذا فائدة قليلة. في نهاية المطاف، كانت حرب السكان الأصليين التقليدية تهدف إلى التأكيد المستمرعلى تفوق المجموعة على جيرانها، بدلاً من قهر أو تدمير المجموعات المجاورة أو إزاحتها. كما لاحظ المستكشف إدوارد جون آير عام 1845، أنه بينما كانت ثقافة السكان الأصليين «متنوعة للغاية في التفاصيل»، ولكنها «تتماثل في الخطوط العامة والطابع العام»، ويلاحظ كونور أن هناك تشابهات كافية في الأسلحة والقتال بين هذه المجموعات. تسمح بإجراء تعميمات حول حرب السكان الأصليين التقليدية.
في عام 1840، حدد عالم الأعراق الأمريكي الكندي هوراشيو هيل أربعة أنواع من الحروب التقليدية للسكان الأصليين الأستراليين؛ معارك رسمية، محاكمات طقوسية، إغارات على النساء، وهجمات انتقامية. تضمنت المعارك الرسمية القتال بين مجموعتين من المحاربين، الذي ينتهي بعد قتل أو إصابة عدد من المحاربين، بسبب الحاجة إلى ضمان استمرار بقاء الجماعات. كانت تُخاض هذه المعارك عادة لتسوية المظالم بين الجماعات، وقد تستغرق بعض الوقت للتحضير. شملت المحاكمات الطقوسية تطبيق القانون العرفي على عضو واحد أو أكثر من أعضاء المجموعة الذين ارتكبوا جريمة مثل القتل أو الاعتداء. كانت تستخدم الأسلحة لإلحاق الضرر، وكان من المعتاد أن يقف المجرم على أرضهم ويتلقى العقاب. كان لبعض رجال السكان الأصليين حقوق ملكية فعلية للمرأة (كالممتلكات تمامًا)، وكانت الغارات على النساء تتعلق أساسًا بنقل الممتلكات من مجموعة إلى أخرى لضمان بقاء مجموعة ما من السكان الأصليين واستمرارها بفضل أدوار النساء في جمع الغذاء وحمل الأطفال. وكان النوع الأخير من الحروب التقليدية للسكان الأصليين التي وصفها هيل هو الهجوم الانتقامي الذي تقوم به مجموعة ضد مجموعة أخرى لمعاقبة المجموعة على أفعال أحد أعضائها، مثل القتل. وفي بعض الحالات، كان يتسلل هؤلاء إلى مخيمات المعارضين ليلًا ويقتلون بصمت واحدًا أو أكثر من أعضاء المجموعة.

## تاريخ عام

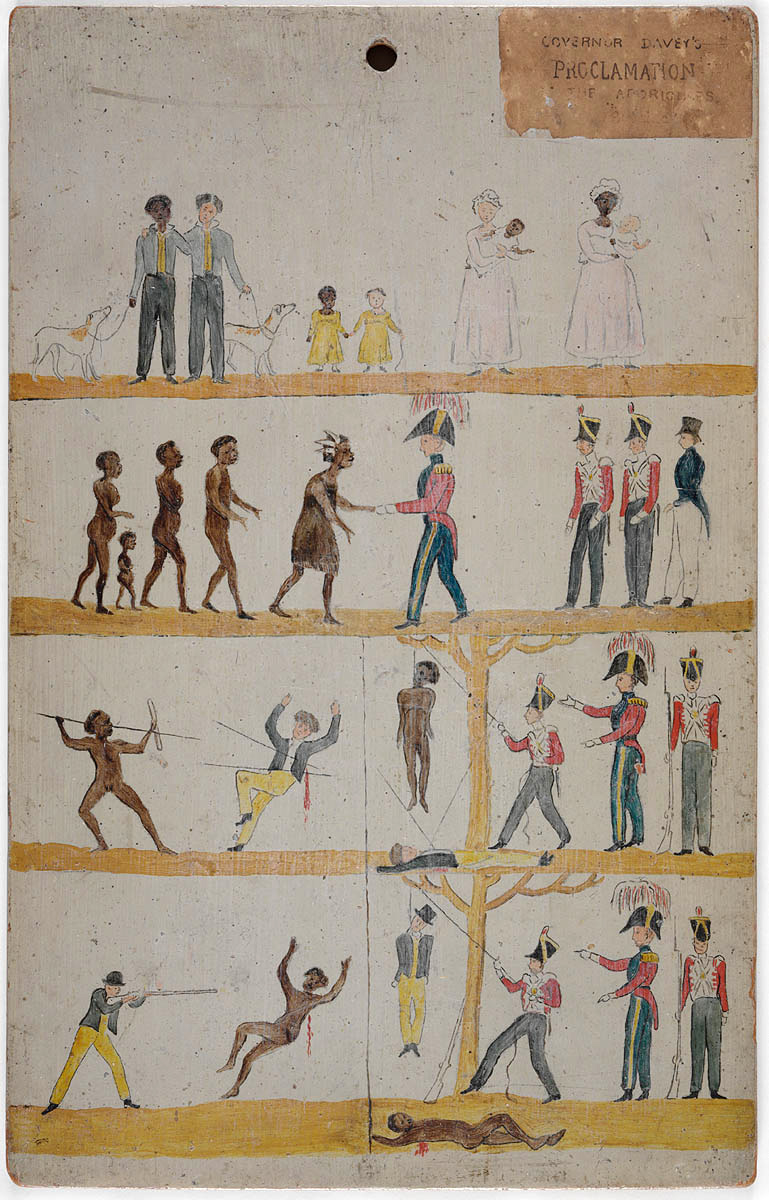
إعلان الحاكم آرثر للسكان الأصليين، حوالي 1828-30

### المستوطنة الأولى
بدأت العلاقات السلمية الأولية بين السكان الأصليين الأستراليين والأوروبيين بالتوتر بعد عدة أشهر من تأسيس الأسطول الأول سيدني في 26 يناير 1788. أصبح السكان الأصليون المحليون مرتابين عندما بدأ البريطانيون في تطهير الأرض وصيد الأسماك، وفي مايو 1788 قُتل خمسة مدانين وأصيب رجل من السكان الأصليين. تزايد قلق البريطانيين عندما شوهدت مجموعات تصل إلى ثلاثمائة من السكان الأصليين في ضواحي المستوطنة في يونيو. على الرغم من ذلك، حاول فيليب تجنب الصراع، ونهى عن الأعمال الانتقامية بعد أن طعن بالرمح في عام 1790. ومع ذلك، فقد أذن ببعثتين عقابيتين في ديسمبر 1790 بعد مقتل صياده على يد محارب من السكان الأصليين يُدعى بيمولوي، لكن لم ينجح أي منهما.

### التوسع الساحلي والداخلي
خلال تسعينيات القرن التاسع عشر وأوائل القرن التاسع عشر، أنشأ البريطانيون مستوطنات صغيرة على طول الساحل الأسترالي. احتلت هذه المستوطنات في البداية مساحات صغيرة من الأراضي، ولم يكن هناك صراع يذكر بين المستوطنين والسكان الأصليين. اندلع القتال عندما توسعت المستوطنات، مما أدى إلى تعطيل أنشطة جمع الغذاء التقليدية للسكان الأصليين، واتبع بعد ذلك نمط الاستيطان الأوروبي في أستراليا على مدار الـ 150 عامًا القادمة. في حين تباينت ردود أفعال السكان الأصليين تجاه الوصول المفاجئ للمستوطنين البريطانيين، فقد أصبحوا معاديين لا محالة عندما أدى وجودهم إلى التنافس على الموارد واحتلال أراضيهم. قضت الأمراض الأوروبية على السكان الأصليين، وأدى احتلال أو تدمير الأراضي والموارد الغذائية في بعض الأحيان إلى المجاعة. على العموم، لم يتعامل الأوروبيون ولا الشعوب الأصلية مع النزاع بمعنى منظم، إذ كان الصراع أكثر حدة بين مجموعات المستوطنين والقبائل الفردية بدلًا من الحرب المنهجية، حتى لو اشتملت في بعض الأحيان على جنود بريطانيين وشكلت وحدات شرطة مركبة لاحقًا. لم يقاوم جميع الأستراليين الأصليين التعدي الأبيض على أراضيهم أيضًا، بينما خدم الكثيرون أيضًا في وحدات شرطة الخيالة وشاركوا في هجمات على قبائل أخرى. وكثيرًا ما كان رد فعل المستوطنين بدورهم هو العنف، ما أدى إلى عدد من المذابح العشوائية. تضمنت الأنشطة الأوروبية التي أثارت صراعًا كبيرًا الاستيلاء الرعوي واندفاع الذهب.

### التسليح غير المتكافئ
تختلف الآراء حول ما إذا كان سيتم تصوير الصراع على أنه من جانب واحد ويرتكبه بشكل أساسي الأوروبيون ضد السكان الأصليين الأستراليين أم لا. على الرغم من أن عشرات الآلاف من السكان الأصليين الأستراليين ماتوا أكثر من الأوروبيين، إلا أن بعض حالات القتل الجماعي لم تكن مذابح بل هزائم شبه عسكرية، وكان ارتفاع عدد القتلى ناتجًا أيضًا عن المزايا التكنولوجية واللوجستية التي يتمتع بها الأوروبيون. تباينت تكتيكات السكان الأصليين، لكنها كانت تعتمد أساسًا على ممارسات الصيد والقتال الموجودة مسبقًا؛ باستخدام الرماح والعصي والأسلحة البسيطة الأخرى. على عكس الشعوب الأصلية لنيوزيلندا وأمريكا الشمالية، فشلوا بشكل أساسي في التكيف لمواجهة التحدي الذي يواجهه الأوروبيون، وعلى الرغم من وجود بعض الحالات التي حصل فيها الأفراد والجماعات على الأسلحة النارية واستخدامها، إلا أن هذا لم يكن منتشرًا. في الواقع، لم تكن الشعوب الأصلية أبدًا تهديدًا عسكريًا خطيرًا، بصرف النظر عن مدى خوف المستوطنين منهم. في مناسبات، هاجمت مجموعات كبيرة الأوروبيين في أرض مفتوحة، واندلعت معركة تقليدية، حاول خلالها السكان الأصليون استخدام أعداد أعلى لصالحهم. قد يكون هذا فعالًا في بعض الأحيان، مع ورود تقارير عن تقدمهم في تشكيل الطوق في محاولة للالتفاف حول خصومهم ومحاصرتهم، في انتظار أول دفعة من الطلقات ثم إلقاء رماحهم أثناء إعادة تعبئة المستوطنين. عادة، ومع ذلك، أثبتت مثل هذه الحرب المفتوحة أنها أكثر تكلفة بالنسبة للسكان الأصليين الأستراليين من الأوروبيين.
كان استخدام الأسلحة النارية من العوامل الأساسية لنجاح الأوروبيين، ولكن غالبًا ما بالغوا في المزايا التي يوفرها ذلك. قبل القرن التاسع عشر، كانت الأسلحة النارية غالبًا ما تكون مرهقة التحميل، ملساء، وتطلق طلقة واحدة مع آليات قفل بدائية. أنتجت هذه الأسلحة معدل إطلاق نار منخفض، بينما كانت تعاني من معدل فشل عالٍ وكانت دقيقة في حدود 50 مترًا فقط. قد تكون هذه النواقص قد أعطت السكان الأصليين بعض المزايا، ما سمح لهم بالاقتراب والتعامل مع الرماح أو الهراوات. ومع ذلك، بحلول عام 1850، أعطت التطورات الكبيرة في الأسلحة النارية للأوروبيين ميزة واضحة، مع مسدس كولت ذي الست طلقات، وبندقية سنيدر ذات الطلقة الواحدة، ولاحقًا بندقية مارتيني هنري وكذلك بنادق إطلاق النار السريع مثل بندقية وينشستر، التي أصبحت متاحة. غالبًا ما أثبتت هذه الأسلحة، عند استخدامها على أرض مفتوحة ودمجها مع القدرة الحركية الفائقة التي توفرها الخيول لمحاصرة وإشراك مجموعات من السكان الأصليين الأستراليين، نجاحها. كان على الأوروبيين أيضًا تكييف تكتيكاتهم لمحاربة أعدائهم سريع الحركة والمختبئين في كثير من الأحيان. تضمنت الاستراتيجيات المستخدمة الهجمات المفاجئة الليلية، وتمركز القوات لطرد السكان الأصليين من المنحدرات أو إجبارهم على التراجع إلى الأنهار أثناء الهجوم من كلا الضفتين.